# Cooper Creek
Der Cooper Creek ist ein Fluss, der nur periodisch Wasser führt und im Lake Eyre Becken in Zentral-Australien liegt. Sein Einzugsgebiet erstreckt sich mit 297.000 Quadratkilometern über etwa ein Viertel des Beckens und liegt in den Bundesstaaten Queensland, South Australia und zum kleinen Teil im Nordwesten von New South Wales.

## Geografie

### Flusslauf
Der Cooper Creek entspringt westlich der Great Dividing Range als Barcoo River im zentralen Queensland, wo er Richtung Nordwesten fließt und, nachdem er den Ort Blackall passiert hat, sich Richtung Südwesten wendet. Er wird erst Cooper Creek genannt, nachdem er sich mit dem Thomson River vereint hat. Anschließend durchquert er die Strzelecki-Wüste, fließt am Südrand der Sturts-Steinigen-Wüste vorbei und durchfließt die Tirariwüste, um im Lake Eyre zu enden. Sein Verlauf wird Channel Country genannt, da sich sein Flusslauf in viele Kanäle aufteilt, die in der Flussaue parallel fließen und zum Teil auch eigene Namen tragen. Das Channel Country ist ein bedeutendes Gras- und Weideland für die Schaf- und Viehzucht. Den nördlichen Eyre-Salzsee, in den er mündet, speisen der Cooper Creek und andere Flüsse nur selten – etwa alle 25 Jahre. Dies war letztmals im Jahr 2000 der Fall.

### Nebenflüsse mit Mündungshöhen
Der Cooper Creek hat folgende Nebenflüsse:
- Thomson River – 130 m
- Barcoo River – 130 m
- Kyabra Creek – 122 m
- Malcho Creek – 115 m
- Station Creek – 113 m
- Marouah Creek – 101 m
- Gooliechie Creek – 84 m
- Coloy Creek – 82 m
- Quartier Creek – 81 m
- Bone Creek – 79 m
- Woomanooka Creek – 78 m
- Munkah Creek – 76 m
- Shamrock Creek – 76 m
- Okena Creek – 74 m
- Konkoh Creek – 71 m
- Wilson River – 62 m
- Parenjelly Creek – 59 m
- Mulgerra Creek – 57 m
- Barmaroo Creek – 55 m
- Oondacurrurrah Creek – 54 m
- Sandy Creek – 54 m
- Merninie Creek – 54 m
- Strzelecki Creek – 52 m – Verbindungsarm zum Lake Blanche
- Oonabrinta Creek – 51 m
- Wilpinnie Creek – 49 m
- Cooper Creek Northwest Branch – 47 m
- Ooranie Creek – 46 m
- Kanowana Channel – 25 m

### Durchflossene Seen
Der Cooper Creek durchfließt viele Wasserlöcher und Pools, die zum Teil auch dann mit Wasser gefüllt sind, wenn der Fluss trocken liegt.
- Twelve Mile Waterhole – 130 m
- Brogans Waterhole – 130 m
- Murken Waterhole – 130 m
- Currareva Waterhole – 130 m
- Six Mile Waterhole – 129 m
- Shed Waterhole – 129 m
- Whisky Waterhole – 127 m
- Eylle Waterhole – 127 m
- Inghella Waterhole – 126 m
- Bungera Waterhole – 125 m
- Wallinderry Waterhole – 123 m
- Arning Waterhole – 122 m
- Yallebulla Waterhole – 122 m
- Homler Waterhole – 120 m
- Back Wallinderry Watherhole – 120 m
- Talpie Waterhole – 118 m
- Hornier Waterhole – 117 m
- Hippinyah Waterhole – 116 m
- Bullang Waterhole – 116 m
- Tanborough Waterhole – 115 m
- Unthill Waterhole – 115 m
- Moonlight Waterhole – 115 m
- Candue Waterhole – 114 m
- Binjula Waterhole – 113 m
- Wombundarry Waterhole – 112 m
- Burleway Waterhole – 111 m
- Poolpirrie Five Mile Waterhole – 111 m
- Curlew Waterhole – 110 m
- Couble Clump Waterhole – 109 m
- Tub Waterhole – 109 m
- Towan Waterhole – 108 m
- Yappie Waterhole – 107 m
- Yalungah Lagoon – 104 m
- Spur Waterhole – 104 m
- Quimmaroo Waterhole – 101 m
- Eulbertie Waterhole – 99 m
- Tobacco Waterhole – 98 m
- Hudsons Waterhole – 98 m
- Currawonga Waterhole – 96 m
- Eulotean Waterhole – 96 m
- Mulga Corner Waterhole – 94 m
- Dingo Puppy Waterhole – 94 m
- Marboo Waterhole – 93 m
- Lost Hole Waterhole – 93 m
- Beefwood Waterhole – 92 m
- Toolavena Waterhole – 92 m
- Tarquoh Waterhole – 91 m
- Pastry Waterhole – 90 m
- Mignonette Waterhole – 89 m
- Ergelear Waterhole – 88 m
- Tooroonooka Waterhole – 88 m
- Shovel Waterhole – 85 m
- Widindra Waterhole – 85 m
- Gallina Waterhole – 83 m
- Pritchella Waterhole – 83 m
- Tabbareah Waterhole – 82 m
- Teedledee Waterhole – 80 m
- Meringhina Waterhole – 79 m
- Didhelginna Waterhole – 78 m
- Bogaller Waterhole – 78 m
- Bogala Waterhole – 77 m
- Wooroogoorah Waterhole – 75 m
- Goonbabinna Waterhole – 75 m
- Conrick Waterhole – 74 m
- Mooroo Waterhole – 70 m
- Nockabooka Waterhole – 70 m

- Owwirree Waterhole – 68 m
- Nurra Norah Waterhole – 66 m
- Bilpa Waterhole – 66 m
- Unka Waterhole – 61 m
- Womakie Waterhole – 61 m
- Marranumbla Waterhole – 59 m
- Maapoo Waterhole – 59 m
- Nappa Merrie Waterhole – 54 m
- Nappapethera Waterhole – 53 m
- Cullyamurra Waterhole – 53 m
- Nappaoonie Waterhole – 53 m
- Bullah Bullah Waterhole – 51 m
- Queerbidie Waterhole – 51 m
- Mulkonbar Waterhole – 51 m
- Marpoo Waterhole – 50 m
- Oontoo Waterhole – 50 m
- Burke Waterhole – 48 m
- Tilcha Waterhole – 47 m
- Minkie Waterhole – 46 m
- Embarka Waterhole – 40 m
- Pinnadinnie Waterhole – 40 m
- Yowacallannie Waterhole – 37 m
- Munjoorooanie Waterhole – 36 m
- Moorari Waterhole – 36 m
- Kilanjennie Waterhole – 35 m
- Cuttapirie Corner Waterhole – 31 m
- Darby Waterhole – 31 m
- Parachirrinna Waterhole – 28 m
- Deparanie Waterhole – 27 m
- Murra Murrina Waterhole – 26 m
- Cooroomunchena Waterhole – 24 m
- Mollichuta Waterhole – 24 m
- Pilachilpna Waterhole – 22 m
- Narrawalpinna Waterhole – 22 m
- Minkanoranie Soak Well – 18 m
- Keenaweena Waterhole – 18 m
- Winthekarrinna Waterhole – 16 m
- Waukatanna Waterhole – 16 m
- Lake Appadare – 15 m
- Lake Tepondinna – 12 m
- Kunderanna Waterhole – 11 m
- Lake Pandruannie – 10 m
- Kirrakirrinna Waterhole – 10 m
- Lake Warrawarrinna – 9 m
- Lake Killamperpunna – 8 m
- Tilla Tilla Waterhole – 4 m
- Malgoona Waterhole – 3 m
- Pirinna Waterhole – 1 m
- Ilturunna Soakage – 1 m
- Warrendoona Waterhole – -2 m
- Cuttapirra Waterhole – -2 m
- Lake Eyre – -16 m

## Fischfauna
Die Fische im nur sporadisch fließenden Cooper Creek im ariden Klima sind an die stark schwankenden und unvorhersehbaren Umweltbedingungen zwischen den langen Phasen der Austrocknung und kurzen Phasen heftiger Überschwemmungen angepasst. Im Einzugsbereich des Cooper Creek leben folgende australische Fischarten, darunter einige für dieses Gewässer endemische Fische:
- Ambassis mulleri, Western Chanda Perch
- Bidyanus welchi, Welch’s Grunter
- Craterocephalus eyresii, Lake Eyre Hardyhead
- Hypseleotris species, Carp Gudgeon
- Leiopotherapon unicolour, Spangled Perch
- Macquaria ambigua, Golden Perch
- Melanotaenia splendida tatei, Desert Rainbowfish
- Nematalosa erebi, Bony Herring
- Neosiluroides cooperensis, Cooper Creek Catfish
- Neosilurus hyrtlii, Hyrtl’s Tandan
- Porochilus argenteus, Silver Tandan
- Retropinna semoni, Australian Smelt
- Scortum barcoo, Barcoo Grunter

Invasive Arten, die durch den Menschen eingeführt wurden und die natürliche Fauna schädigen, sind der Goldfisch und der Moskitofisch.

## Geschichte

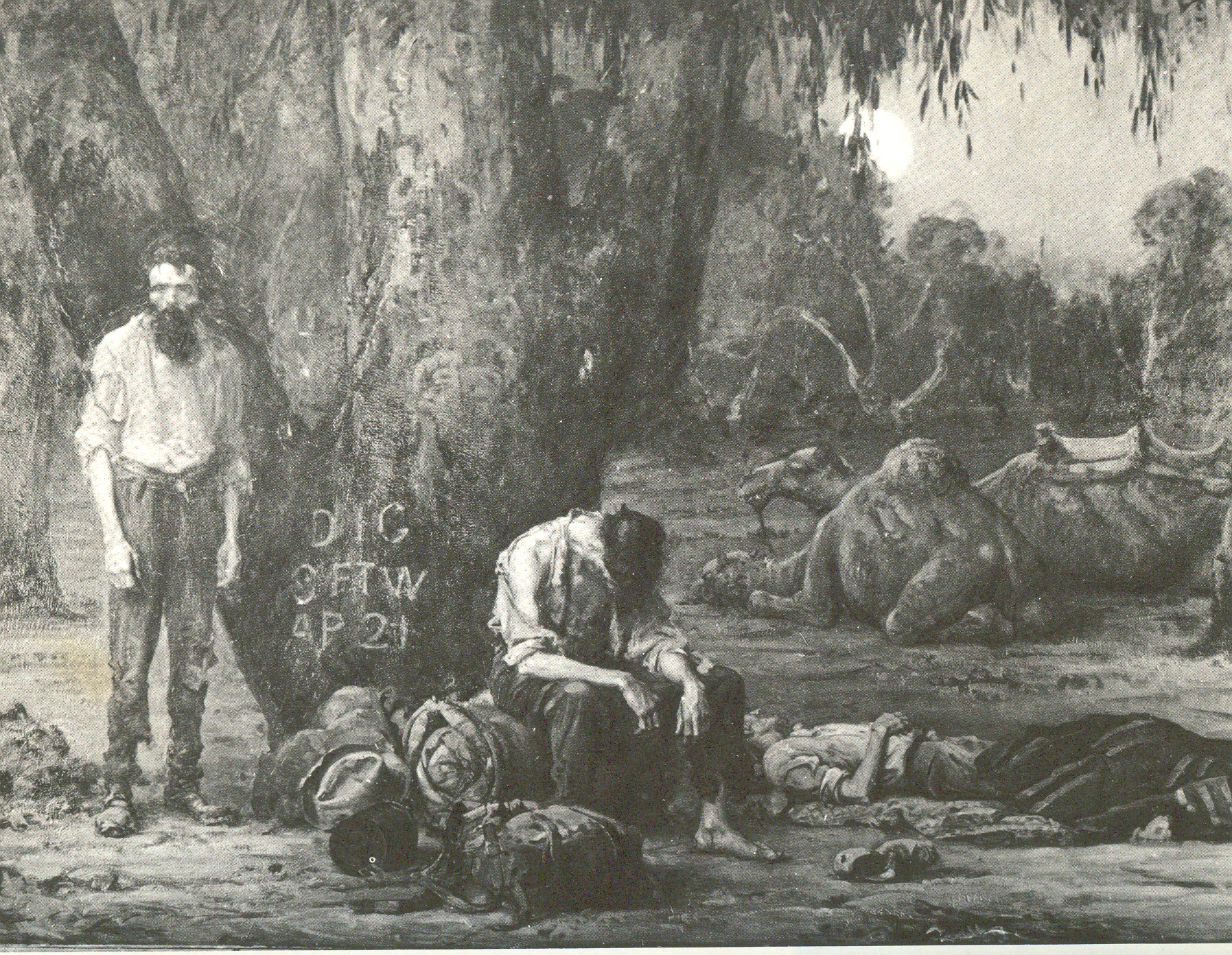
Burke und Wills erreichen den Treffpunkt am Cooper Creek. Gemälde von John Longstaff

Der Cooper Creek war für die Expedition von Burke und Wills von entscheidender Bedeutung. Die Entdecker Robert O’Hara Burke und William John Wills verpassten die am Treffpunkt am Cooper Creek zurückgelassenen Expeditionsteilnehmer, die nach 18 Wochen des Wartens die Hoffnung auf die Rückkehr von Burke und Wills aufgegeben hatten und neun Stunden vor deren Ankunft abgereist waren. Anschließend kamen Burke und Wills aufgrund einer Verkettung unglücklicher Umstände sowie schlechter Führungsqualitäten auf ihrer Rückreise ums Leben. Beide wurden am Cooper Creek beerdigt, 1862 exhumiert und zunächst nach Adelaide von dem britischen Geologen und Naturforscher Alfred William Howitt gebracht und 1863 in Melbourne im Zentralen Friedhof bestattet.